# Mesoleptus infligens
Mesoleptus infligens là một loài tò vò trong họ Ichneumonidae.